# Synagogue de Bergheim
Bergheim (Haut-Rhin) avait abrité une communauté juive depuis le XIVe siècle et été longtemps le siège du rabbinat. La synagogue médiévale a été en fonction jusqu'au XIXe siècle quand elle a été détruite par un incendie qui a ravagé une partie de la ville. L'actuel édifice l'a alors remplacée au même emplacement. 

## Historique

### Du Moyen Âge auXVIIIesiècle
Édifiée à l’emplacement d’un ancien camp romain, la cité médiévale de Bergheim a connu au cours des siècles, au gré de nombreuses guerres, différents propriétaires dont les seigneurs de  Ribeaupierre, également maîtres de la ville basse de Ribeauvillé, avant d’être revendue aux Habsbourg.
La première mention d’une présence juive remonte à 1298, époque à laquelle la communauté aurait été accusée – sans suite - du meurtre d’un jeune chrétien. Vers 1300, elle semble florissante et possède une synagogue (judenschule (de)). Persécutée en 1338 par la bande d’Armleder,  puis accusée d’avoir diffusé la peste noire en empoisonnants les puits, elle est anéantie en l’an 1349, mais sa synagogue est la seule de la région à ne pas être détruite. En 1398, elle est habitée par un couple de chrétiens.
En 1375, l’archiduc Leopold II autorise à nouveau des juifs à séjourner à Bergheim, Ribeauvillé et Hattstatt. Les juifs sont en effet indispensables à l’économie locale, tant par leur rôle de fournisseurs de bétail et de « banquiers du peuple » que par les nombreuses taxes auxquelles ils sont assujettis. Toutefois, si au XVIe siècle, Bergheim accueillait dans ses murs, en usant de son droit d’asile, quantité d’individus accusés d’homicide ou d’autres délits, les juifs par contre, y étaient plutôt mal vus, aussi, l’archiduc Ferdinand II, à la suite de la supplique des habitants de Bergheim par laquelle ils lui firent connaitre que le séjour des israélites en leur ville était nuisible aux intérêts des habitants, leur accorde le 28 avril 1568, que durant les 20 années qui suivront aucun israélite ne pourra s’y établir.
En 1525 les rustauds détruisent la synagogue et tous les rouleaux de Torah et livres saints que la communauté était pourtant disposée à racheter pour 400 florins.
En 1540, la communauté juive de Bergheim est  la plus importante de Haute-Alsace avec 17 des 52 familles tolérées sur les terres des Habsbourg. Alors que les juifs d’Alsace ont en principe l’interdiction de posséder des terres, plusieurs juifs de Bergheim et de Ribeauvillé exploitent des vignes, sans doute acquises comme gages. En 1568, ils sont expulsés pour une vingtaine d’années mais reviennent bien avant, si l’on en juge par les plaintes des habitants en 1582 sur leur nombre croissant.
Comme partout en Alsace, la communauté se développe surtout à partir de la fin du XVIIe siècle (60 individus en 1682, 36 familles en 1735, 67 familles ou 327 en 1784), restant une des plus importantes de Haute-Alsace à la veille de la Révolution. Au XVIIIe siècle, les juifs peuvent acheter des maisons, ce qui est rare en Alsace. Lors du recensement de 1784, la moitié des familles (33) possèdent une maison ou une portion d’habitation, dont seulement 4 valent plus de 2 000 livres, mais 13 entre 100 et 500 livres. À l’exception de quatre négociants, la plupart ne subsistent que difficilement de la vente de bestiaux, de brocante ou de menus trafics de tartre ou de peaux.
En se promenant dans Bergheim, on peut voir plusieurs témoignages de la présence juive ancienne dont une menorah de la synagogue conservée dans l’église paroissiale[source insuffisante].

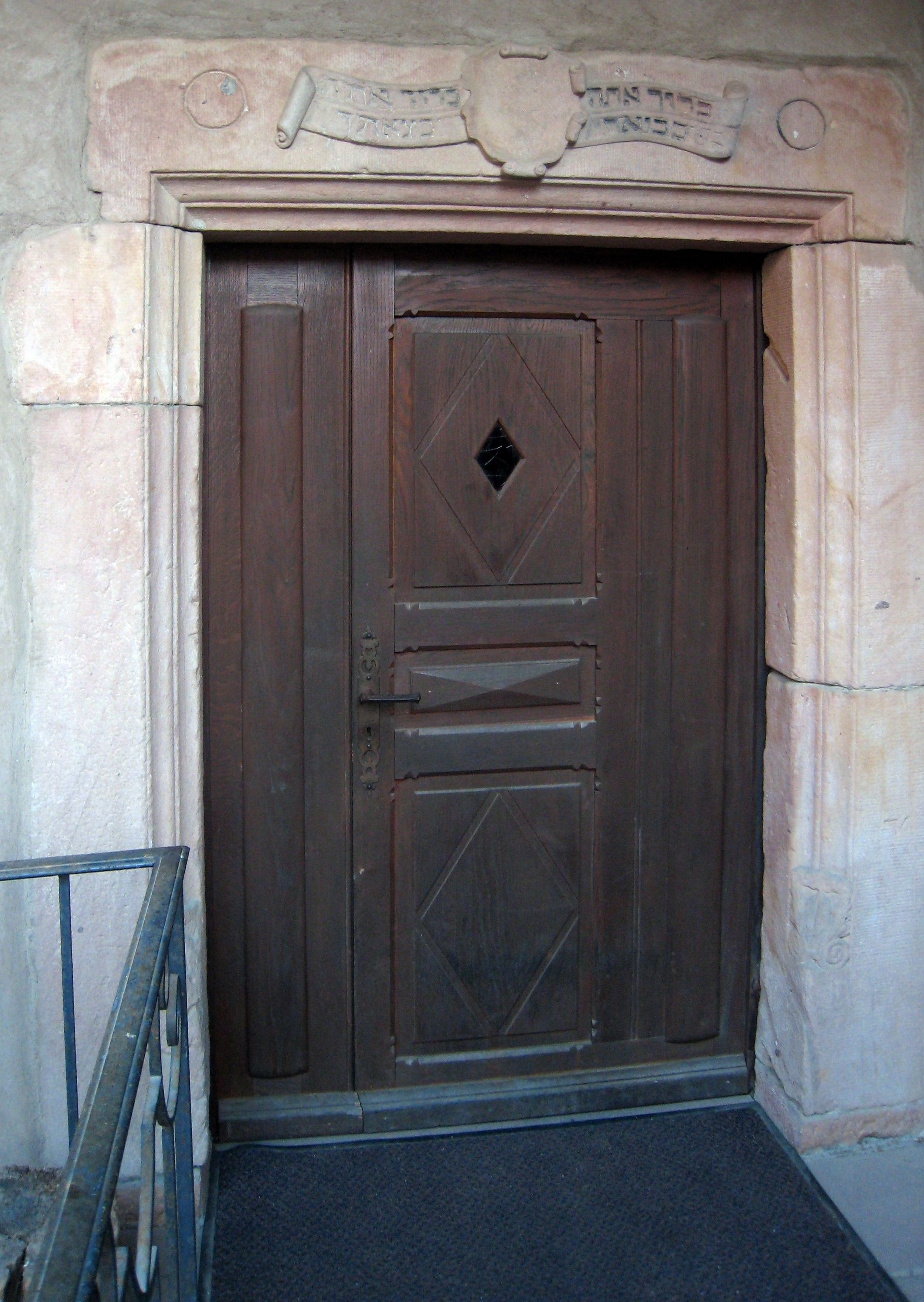
Entrée de la maison du 16, rue du Vieil Hôpital avec inscription hébraïque sur le linteau

Au 16 de la Rue du Vieil hôpital se trouve une maison dite "maison du Kotsen". Cette maison est d'époque gothique, et quelques éléments de la construction primitive, dont un escalier en colimaçon et une double fenêtre trilobée, ont été conservés. La maison fut remaniée en 1574. Son encadrement date de cette époque. Il est en pierre de taille, de style assez sévère. Le montant droit porte la profonde encoche de la mezouzah. La porte est surmontée d'un écu sans inscription. De part et d'autre, une banderole à inscription hébraïque: Barukh ata be-boekha, barukh ata be-zetekha, "Béni sois-tu à ton entrée, béni sois-tu à ton départ ". C'est une interprétation restrictive de Deutéronome 28:6. L'inscription - qui pourrait constituer la plus ancienne inscription hébraïque sur une construction civile en Alsace - semble avoir été ajoutée sur une autre, également hébraïque, qui a été en partie effacée. On croit pouvoir lire, juste avant le mot be-zetekha, le mot bat, "fille de". 
En 1770, pendant les travaux de construction de la synagogue, une chambre de cette maison servait d'oratoire. Elle était ornée d'inscriptions hébraïques peintes à même le mur. La maison semble toujours avoir été habitée par des Juifs.
Enfin, on trouve une trace de mezouzah sur l’escalier latéral du restaurant « La Cour du Bailli », 57 Grand Rue.

### Émancipation des Juifs
Après l’émancipation des juifs de 1791, la communauté poursuit sa croissance jusqu’au milieu du XIXe siècle, passant de 439 personnes en 1808 à 513 à son apogée en 1841 (plus de 20 % de la population totale). Témoin de son importance et de son dynamisme, une yeshivah y est tenue jusque dans les années 1840 par le rabbin Michel Cerf. Après l’incendie de l’antique synagogue en 1840, la plus ancienne encore en usage dans la région, un nouvel édifice de style néo-roman est érigé au même endroit entre 1860 et 1863 par l’architecte Auguste Hartmann, également auteur en 1872 de la synagogue de Guebwiller. Le recensement de cette époque en 1861 dénombrait 361 juifs à Bergheim, soit 11 % de la population.  La communauté dispose aussi d’une excellente école, qui ne sera jamais reconnue communale par la municipalité. En effet, le climat reste très tendu, les juifs étant souvent en butte à des insultes ou des violences, qui culminent en 1832, avec une véritable émeute au cours de laquelle plusieurs personnes sont blessées et de nombreuses maisons juives pillées.
Dans la seconde moitié du XIXe siècle, la communauté décline rapidement (respectivement 361 et 129 personnes en 1861 et 1890), perdant son poste de rabbin en 1910. La synagogue, pillée par les nazis en 1940, est définitivement fermée en 1991. La communauté de Bergheim n’a jamais disposé d’un cimetière, enterrant ses morts à Colmar, puis à partir du milieu du XVIIe siècle à Sélestat, comme celles de Ribeauvillé et de Dambach.
Parmi les nombreuses personnalités juives originaires de Bergheim, on citera le général Léopold Sée (1822-1904).

## Architecture
La synagogue actuelle a été construite de 1860 à 1863 par l'architecte Auguste Marie Joseph Hartmann sur l'emplacement de l'ancienne synagogue et a subi des déprédations durant l’occupation nazie (destruction de l’Aron Kodesh et de la clôture en pierre du sanctuaire liturgique).  Son portail est surmonté d’une inscription en hébreu (ביתי בית תפלה יקרא לכל העמים) dont le sens est : « Ma maison sera dénommée Maison de prières pour tous les peuples », tirée du verset d’Isaïe (56,7).
Le recensement de 1861 dénombrait 361 juifs à Bergheim, soit 11 % de la population. Le bâtiment élevé et muni de grandes baies vitrées présente une ordonnance intérieure médiévale avec bas-côtés et tribune pour les femmes.
À l'intérieur, où l'on retrouve une ordonnance toute médiévale dans l’organisation d’une travée (grandes arcades, tribune sur le bas-côté, haute-nef avec oculus) c’est la hauteur de l’élévation qui surprend pour un édifice de dimensions relativement modestes. Les arcades de ses fenêtres rondes découpent la lumière. L’ensemble de son mobilier, y compris l’Arche sainte, a été récupéré et fait partie de la collection du « Fonds d’Art Juif Historique et Contemporain » de Colmar qui devrait être déplacé dans un autre lieu.
La tribune des femmes, avec des piliers de grès, est fermée par une grille. Détail amusant, les bancs des femmes tournent le dos à l’officiant. Par contre les grilles sont équipées de petits pupitres amovibles pour tenir les livres de prière quand elles prient debout, tournées vers l’arche sainte !
Au fond, des blocs de pierre taillés et peints supportaient une Arche sainte couverte d’un rideau où l’on rangeait la Torah.
Le carrelage d’origine est conservé, et on peut y voir l’emplacement de la bimah (pupitre de l’officiant) au centre de la synagogue, ce qui correspond à un plan relativement ancien à l'époque de la construction.
L'édifice fait l'objet d'une inscription sur l'inventaire supplémentaire des monuments historiques depuis le 30 octobre 1990,,,.
Pour les travaux de restauration de la façade, de la toiture et des menuiseries extérieures, l’édifice avait bénéficié, en 1990, d’un mécénat de la Mutuelle d'assurance des artisans de France (MAAF) en même temps que les travaux de restauration du mur païen au Mont Sainte-Odile.
Vendue à la ville de Bergheim en 1992, la synagogue sert aujourd'hui pour des activités culturelles.

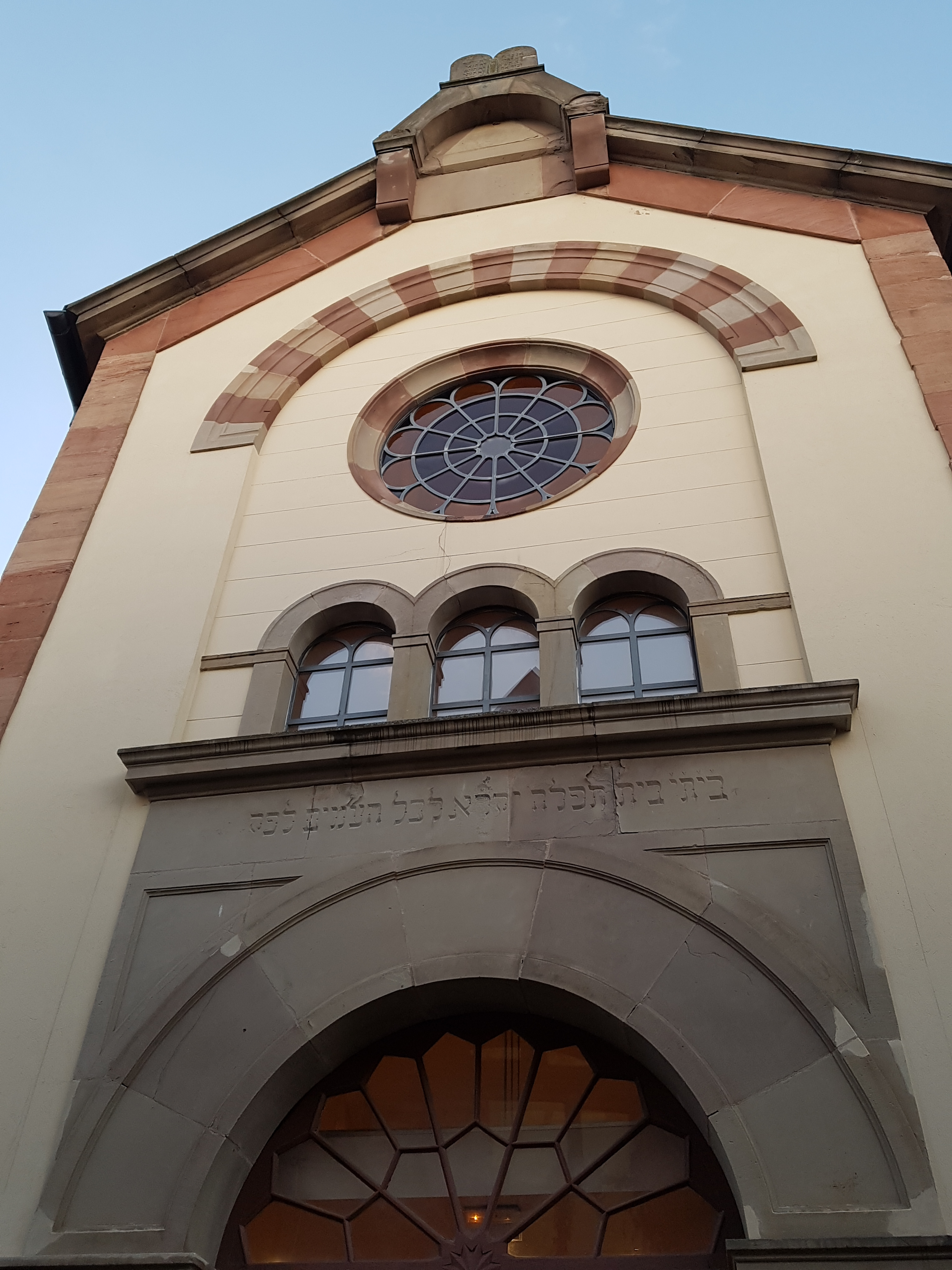
Façade du portail d'entrée.
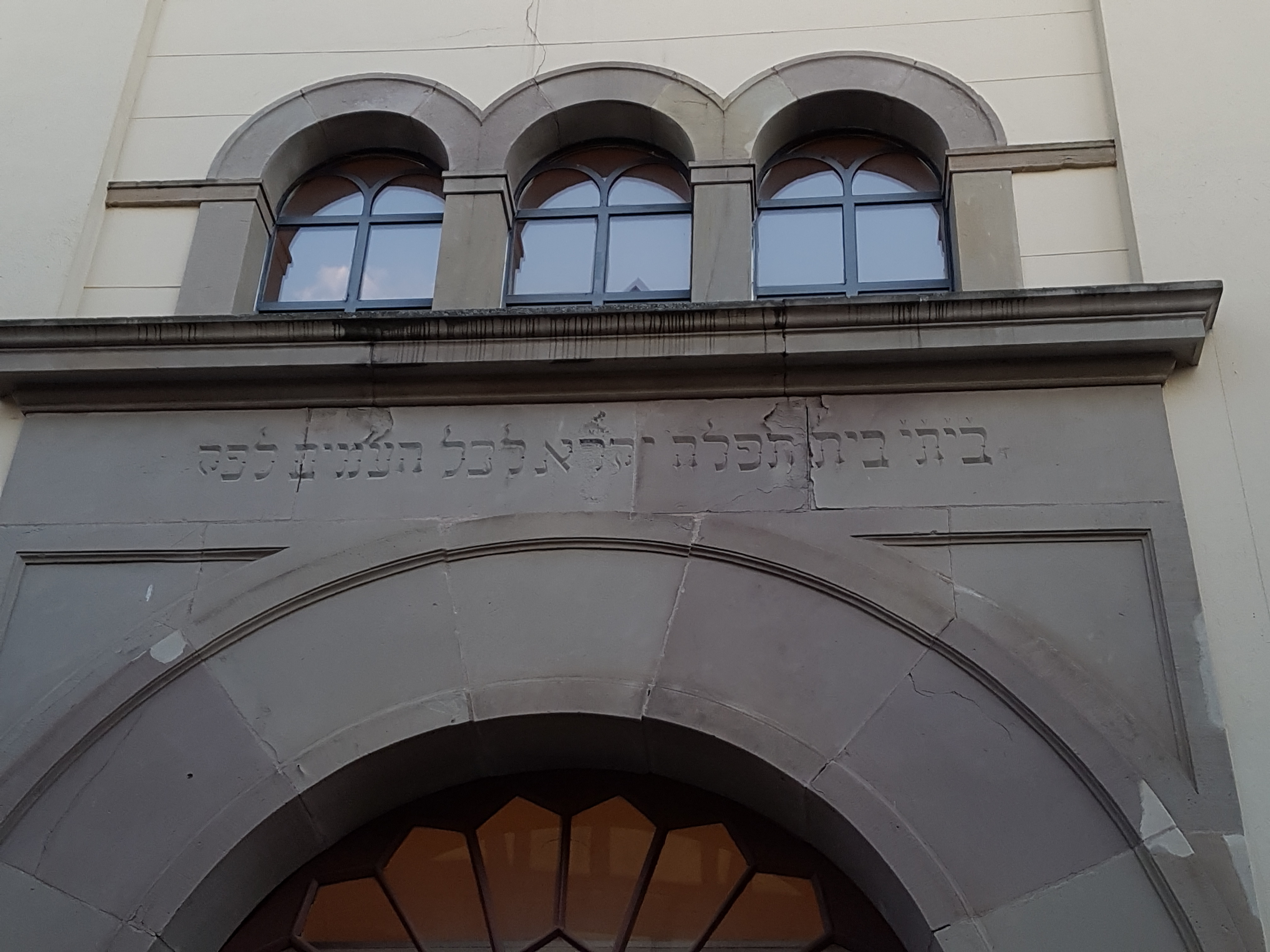
Inscription hébraïque au-dessus du portail.
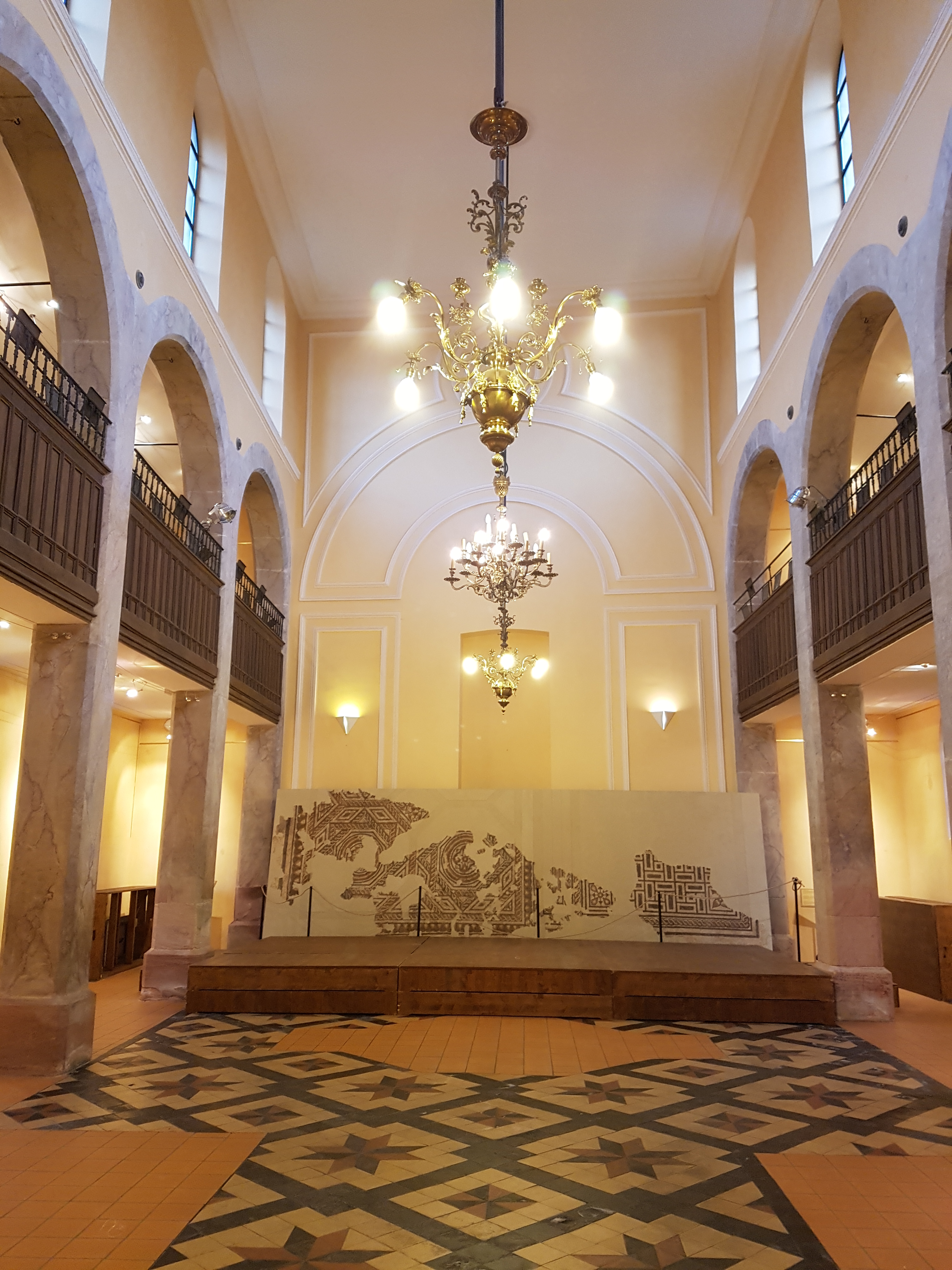
Intérieur.
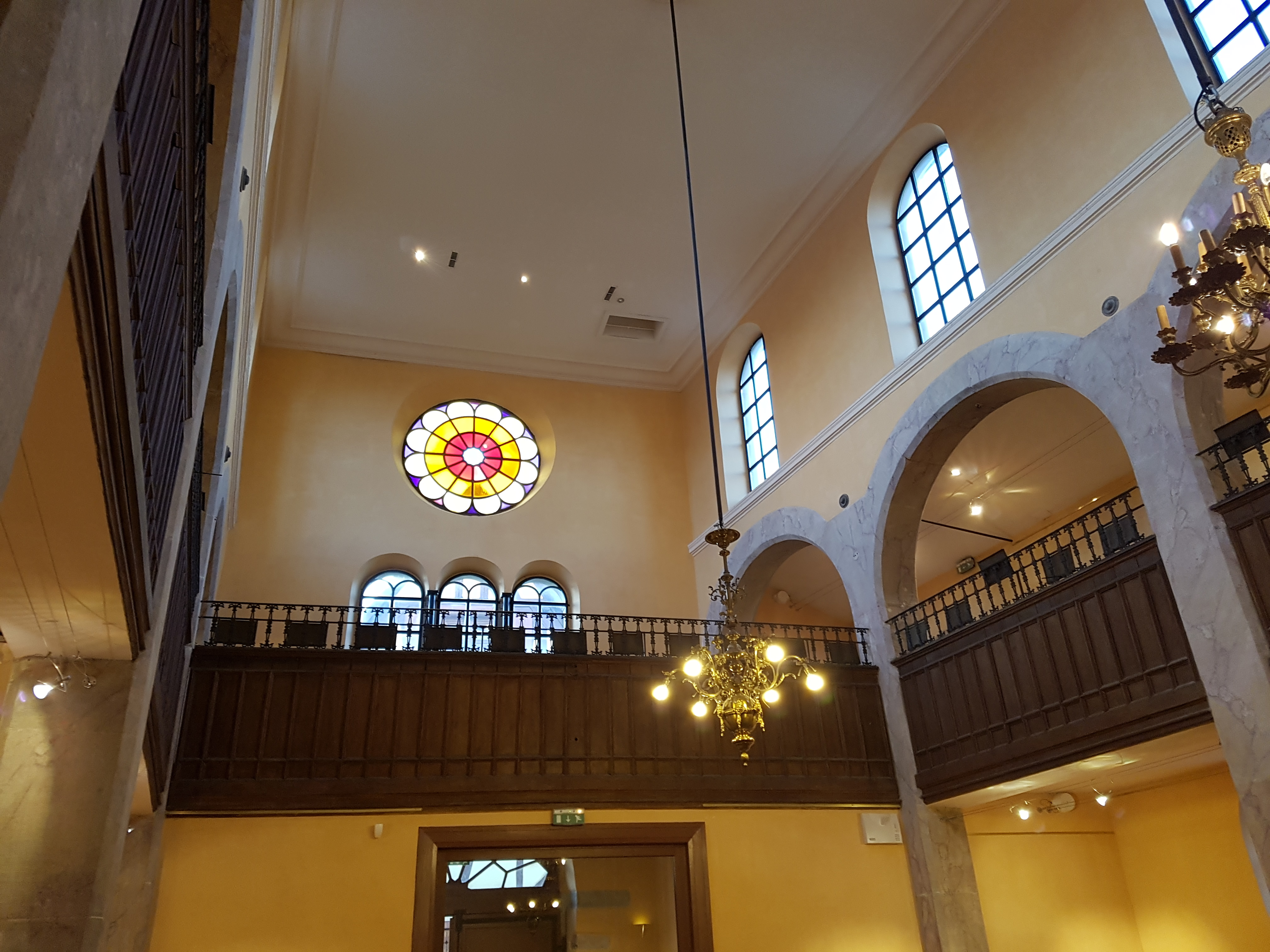
Tribune sur trois côtés.
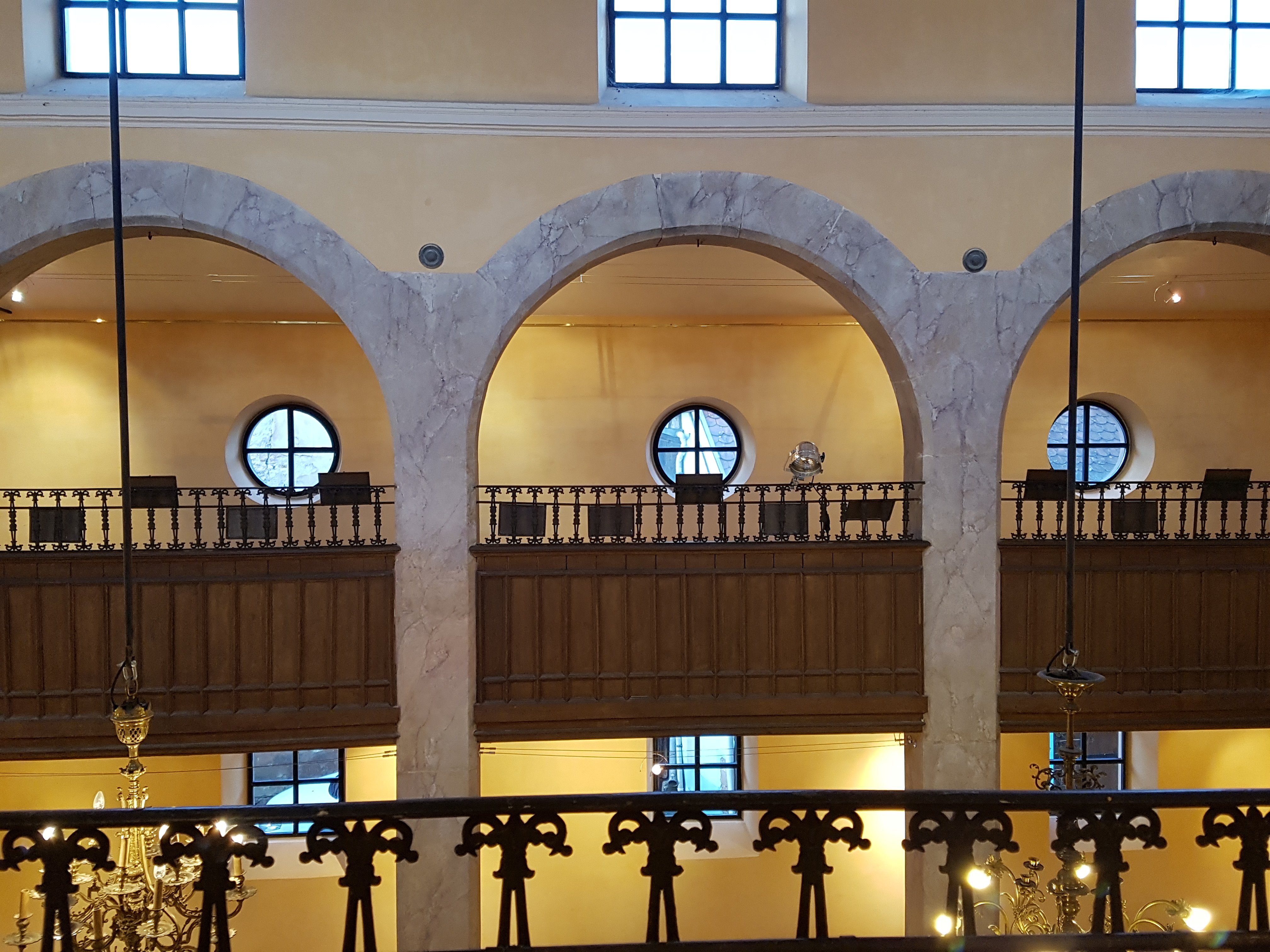
Tribune avec grille et pupitres (détail).
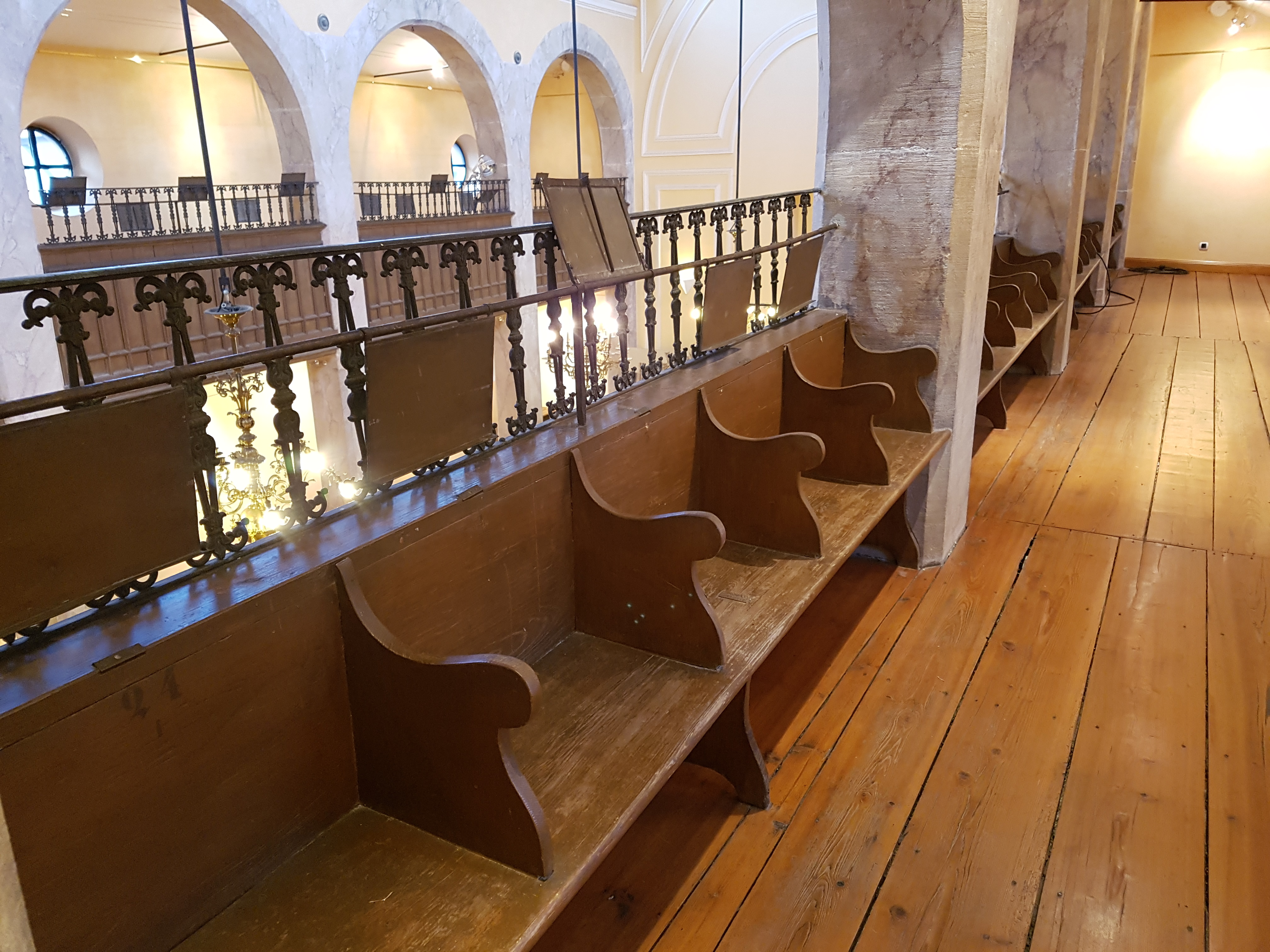
Bancs de la tribune tournés vers l'extérieur.